# Raoul Follereau
Raoul Follereau (ur. 17 sierpnia 1903 w Nevers - zm. 6 grudnia 1977 w Paryżu) – Sługa Boży Kościoła katolickiego, francuski podróżnik, pisarz i poeta znany z walki na rzecz trędowatych. W posłudze tej współpracował m.in. z misjonarką s. Eugenią Ravasio. Inicjator ustanowienia Światowego Dnia Pokoju i Światowego Dnia Trędowatych. W języku polskim ukazał się jego wybór pism pt. Moje imię Chrześcijanin.

## Publikacje
- Le Livre d'amour
- L'heure des pauvres
- La bataille de la Lèpre
- Un jour de guerre pour la paix
- Kazimierz Szałata, Filozofia w ogniu bożej miłości oraz myśli Raoula Follereau z przedmową Józefa kardynała Glempa, Warszawa 2010.
- Moje imię Chrześcijanin. Wybór pism Raoula Follereau z przedmową ks. abpa Henryka Hosera, Niedziela, Częstochowa 2009.